# Le origini della cinematografia
Le origini della cinematografia è un documentario italiano del 2018 diretto da Jordan River.

## Distribuzione
Il film è distribuito dall'Istituto Luce Cinecittà